# Bigó
Bigó (755 - 28 d'octubre de 816) fou Comte de Tolosa i duc d'Aquitània (806 - 816) i comte de París (815 - 816). L'any 806, després que Guillem I de Tolosa abdiqués, Carlemany li va atorgar el títol de Comte de Tolosa, fet que el va convertir alhora en duc de Septimània. Fins aleshores havia estat lloctinent del seu predecessor. L'any 815, a la mort del seu germà gran Esteve, va heretar el comtat de París. Va fundar o dotar l'abadia de Saint-Maur-des-Fossés a prop de París.

## Família
Fill de Gerard I, Comte de París i de Rotruda, filla de Carloman I i neta de Carles Martell. Fou germà d'Esteve comte de París (879-815) i Liutard comte de París (vers 815). Casat amb Alpais, filla il·legítima de Lluís I de França (mort el 23 de juliol de 852), van tenir quatre fills:
- Liutard II, Comte de París
- Eberhard II
- Ingeltruda, casada amb Unroch II de Friül
- Susanna casada amb el comte Vulfard de Flavigny del que va tenir:
  - Vulfard, que fou arquebisbe de Bourges
  - Vulgrí, comte d'Angulema
  - Adelard de París (vers 830 - després 890), pare d'Adelaida de Friül, reina de França per matrimoni amb Lluís II de França.
  - Hilduí, que fou abat de Saint-Denis
  - Immo
  - Hildeburga

Probablement Landrada també fou filla de Bigó, i es va casar amb el comte Donat I de Melun (vers 790 - † després 858/abans de 871), que van tenir sis fills:
- - Gosselin, comte de Bassigny
  - Gontier
  - Hug
  - Waltruda
  - Robert, bisbe de Mans
  - Bosó